# Вишње Ремети
Вишње Ремети (слч. Vyšné Remety) насељено је мјесто са административним статусом сеоске општине (слч. obec) у округу Собранце, у Кошичком крају, Словачка Република.

## Становништво
| Година:    | 1994. | 2004.   | 2014.   | 2024.   |
| ---------- | ----- | ------- | ------- | ------- |
| Број људи: | 435   | 420     | 413     | 387     |
| Разлика:   |       | -3,44 % | -1,66 % | -6,29 % |

| Година:    | 2023. | 2024.   |
| ---------- | ----- | ------- |
| Број људи: | 388   | 387     |
| Разлика:   |       | -0,25 % |

Према подацима о броју становника из 2024. године насеље је имало 387 становника.